# Монтроуз (Мічиган)
Монтроуз (англ. Montrose) — місто (англ. city) в США, в окрузі Дженесі штату Мічиган. Населення — 1743 особи (2020).

## Географія
Монтроуз розташований за координатами 43°10′35″ пн. ш. 83°53′35″ зх. д. / 43.17639° пн. ш. 83.89306° зх. д. (43.176345, -83.893185).  За даними Бюро перепису населення США в 2010 році місто мало площу 2,53 км², уся площа — суходіл.

## Демографія
Згідно з переписом 2010 року, у місті мешкало 1657 осіб у 668 домогосподарствах у складі 429 родин. Густота населення становила 655 осіб/км².  Було 726 помешкань (287/км²).
Расовий склад населення:
| - 96,8 % — білих - 0,7 % — корінних американців - 0,7 % — чорних або афроамериканців - 0,2 % — азіатів |

До двох чи більше рас належало 0,7 %. Частка іспаномовних становила 2,4 % від усіх жителів.
За віковим діапазоном населення розподілялося таким чином: 27,2 % — особи молодші 18 років, 59,9 % — особи у віці 18—64 років, 12,9 % — особи у віці 65 років та старші. Медіана віку мешканця становила 36,4 року. На 100 осіб жіночої статі у місті припадало 88,3 чоловіків;  на 100 жінок у віці від 18 років та старших — 81,9 чоловіків також старших 18 років.
Середній дохід на одне домашнє господарство  становив 42 896 доларів США (медіана — 39 345), а середній дохід на одну сім'ю — 51 804 долари (медіана — 46 667). Медіана доходів становила 36 563 долари для чоловіків та 30 313 долари для жінок. За межею бідності перебувало 19,7 % осіб, у тому числі 32,5 % дітей у віці до 18 років та 12,6 % осіб у віці 65 років та старших.
Цивільне працевлаштоване населення становило 582 особи. Основні галузі зайнятості: освіта, охорона здоров'я та соціальна допомога — 27,8 %, роздрібна торгівля — 16,7 %, науковці, спеціалісти, менеджери — 12,2 %, виробництво — 10,0 %.